# Hakone Tozan Tetsudō
Die Hakone Tozan Tetsudō (jap. 箱根登山鉄道, Hakone Tozan Tetsudō Kabushiki-gaisha) ist eine japanische Bahngesellschaft. Das im Jahr 1928 gegründete Unternehmen mit Sitz in Odawara betreibt eine Bergbahn und eine Standseilbahn im Westen der Präfektur Kanagawa. Sie ist eine Tochtergesellschaft der Odakyu Hakone Holdings (小田急箱根ホールディングス). Diese wiederum fassen die geschäftlichen Aktivitäten der Odakyu Group in der Region um den Vulkan Hakone zusammen.

## Unternehmen

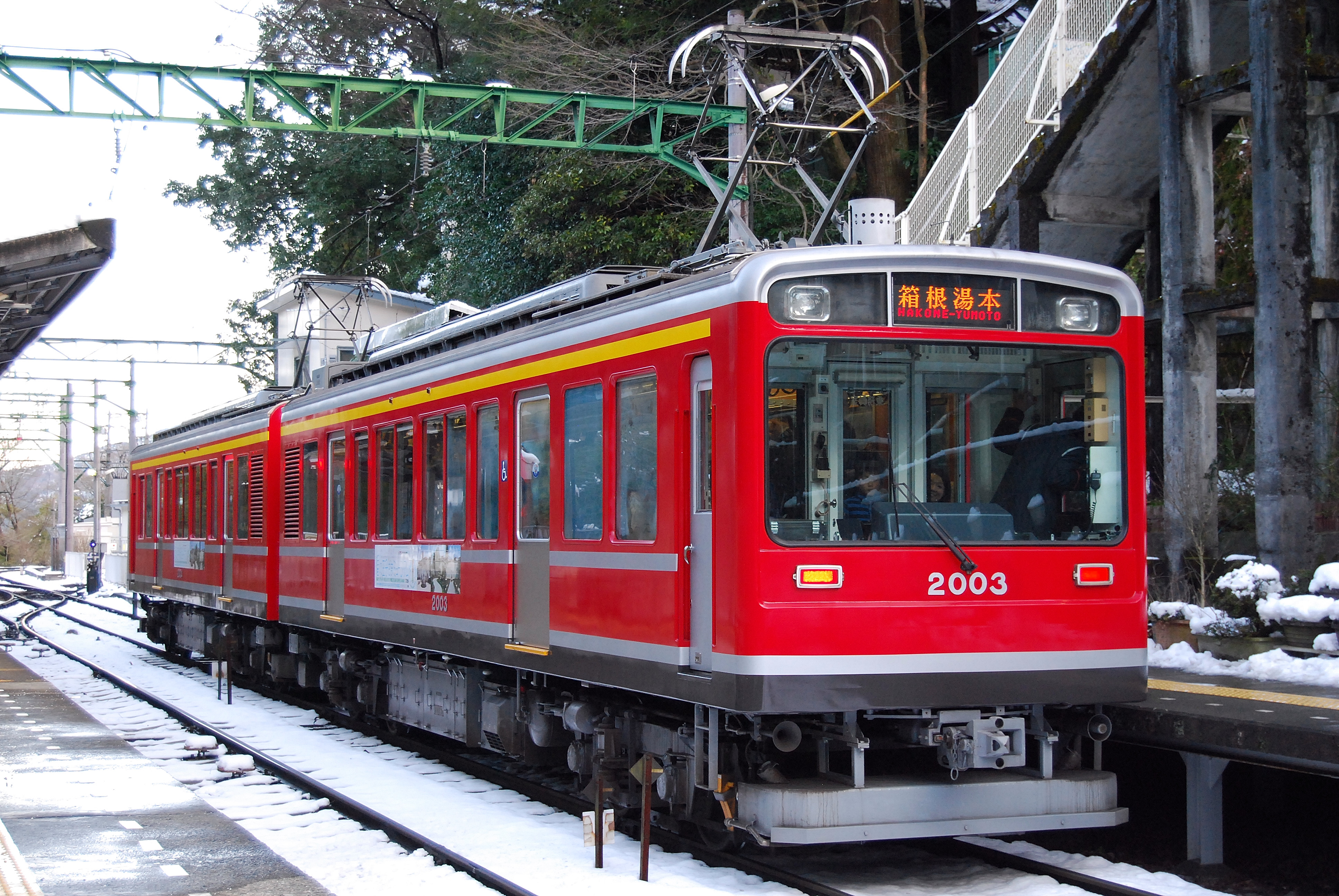
Hakone-Tozan-Linie

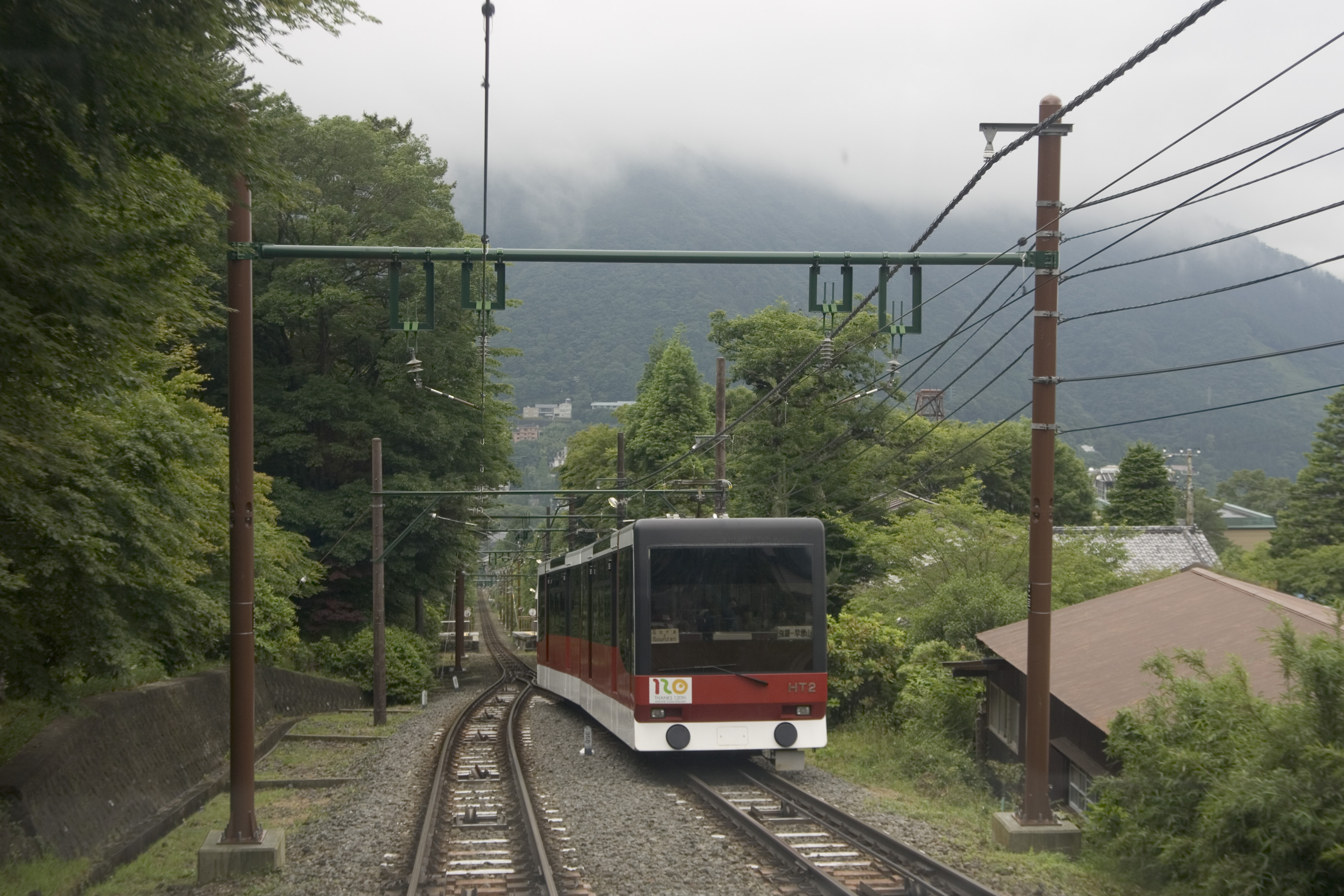
Hakone Tozan Cable Car

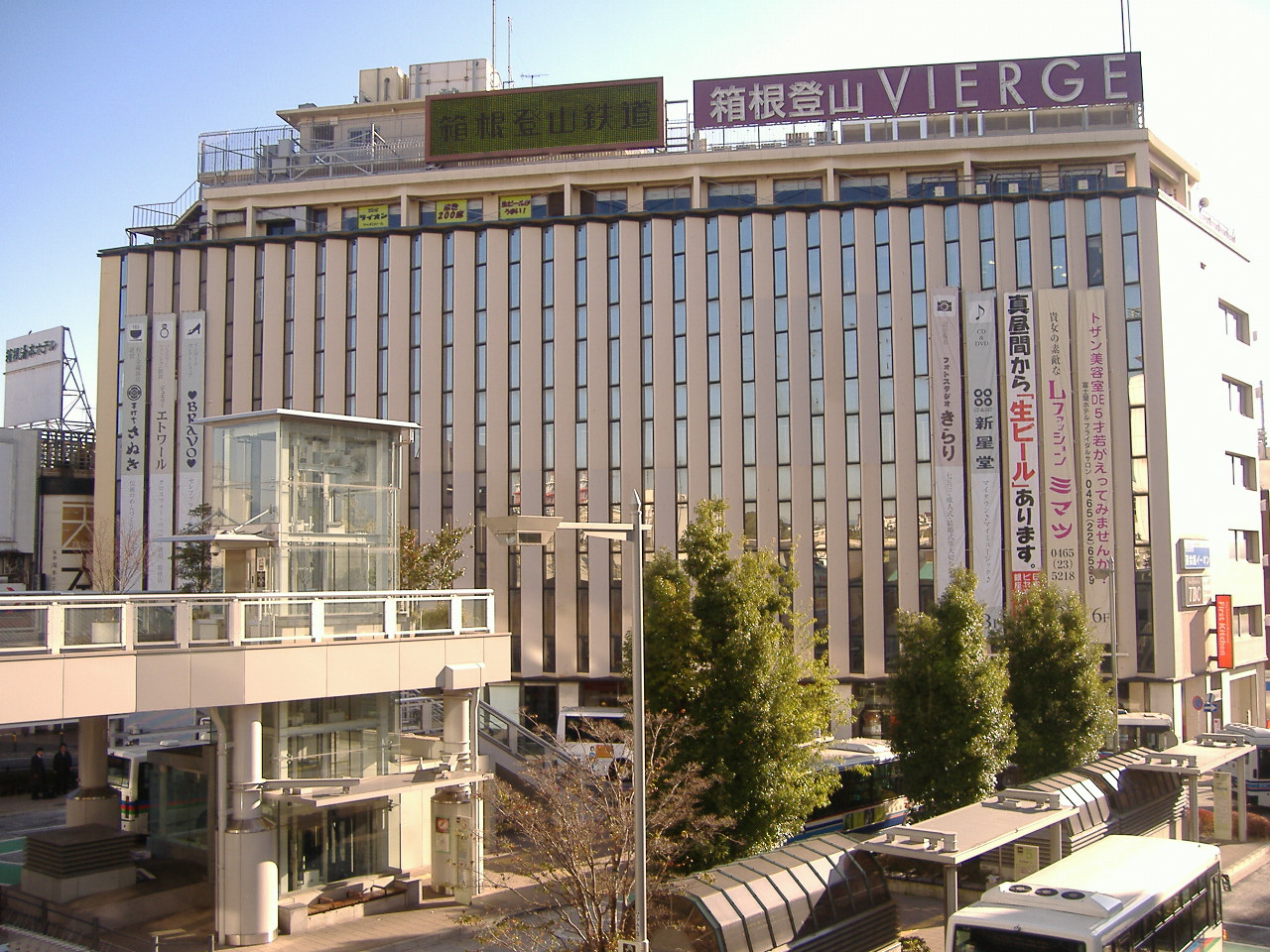
Kaufhaus Vierge

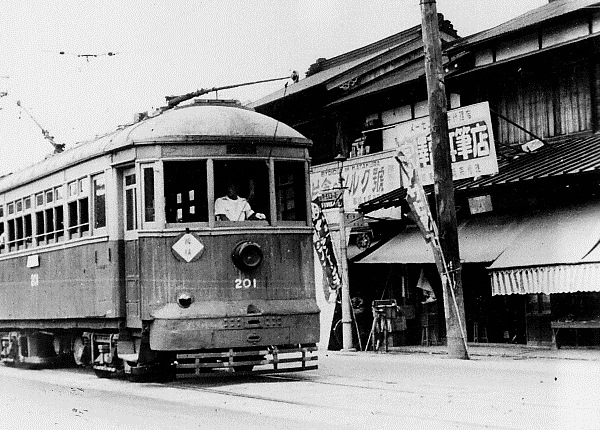
Straßenbahn (1952)

Das Unternehmen setzt sich aus folgenden Teilbereichen zusammen:
- Hakone-Tozan-Linie: Bergbahn von Odawara nach Gōra (geteilter Betrieb mit der ebenfalls zur Odakyu Group gehörenden Bahngesellschaft Odakyū Dentetsu)
- Hakone Tozan Cable Car: daran anschließende Standseilbahn in Hakone
- Hakone Tozan Vierge: Kaufhaus in Odawara
- mehrere Onsen in Hakone

Hinzu kam die von 1888 bis 1956 existierende Straßenbahn Odawara. Bis 2004 war die Hakone Tozan Tetsudō die Hauptgesellschaft einer Unternehmensgruppe innerhalb der Odakyu Group. Seither ist sie eine 100-prozentige Tochtergesellschaft der dazwischen geschobenen Odakyu Hakone Holdings, die insgesamt mehr als 1100 Mitarbeiter zählen und folgende aus der Bahngesellschaft ausgelagerten Unternehmen umfassen:
- Hakone Tozan Bus: Reise- und Linienbusverkehr
- Hakone Kankō-sen: Ausflugsschifffahrt auf dem Ashi-See, Gastronomiebetriebe, Hotels
- Hakone Ropeway: Hakone-Seilbahn, Gastronomiebetriebe, Immobilienvermietung
- Hakone Facility Development: Bewirtschaftung und Unterhalt firmeneigener Immobilien
- Hakone Tozan Kankō Bus: Reisebusverkehr
- Hakone Tozan Haiyā: Taxibetrieb
- Hakone Tozan Total Service: Gebäudereinigung und -unterhalt, Sicherheitsdienst, Tankstellen

## Geschichte
Vorgängerin der Hakone Tozan Tetsudō ist die am 21. Februar 1888 gegründete Odawara Basha Tetsudō (小田原馬車鉄道). Diese Gesellschaft baute innerhalb eines halben Jahres eine Pferdebahn, die Kōzu mit Odawara und Hakone-Yumoto verband. Sie war 12,9 km lang und hatte eine Spurweite von 1372 mm. Hauptzweck der am 1. Oktober 1888 eröffneten Strecke war es, am Bahnhof Kōzu einen Anschluss an die Tōkaidō-Hauptlinie herzustellen, die damals das Hakone-Vulkanmassiv im Norden umfuhr und die bedeutende Stadt Odawara somit nicht erschloss. Am 15. Oktober 1896 wurde das Unternehmen in Odawara Denki Tetsudō (小田原電気鉄道) umbenannt, um auf den bevorstehenden Umbau zu einer elektrischen Straßenbahn hinzuweisen. Dieses Vorhaben war am 21. März 1900 abgeschlossen.
1912 begannen die Bauarbeiten an der Bergbahn zwischen der Straßenbahn-Endstation Hakone-Yumoto und Gōra, gerieten aber wegen des Ersten Weltkriegs ins Stocken. Mit mehreren Jahren Verzögerung konnte die Hakone-Tozan-Linie am 1. Juni 1919 eröffnet werden. Infolge der Inbetriebnahme eines neuen Teilstücks der Tōkaidō-Hauptlinie wurde der parallel verlaufende Straßenbahnabschnitt Kōzu–Odawara am 6. Dezember 1920 stillgelegt. Knapp ein Jahr Jahre später, am 1. Dezember 1921, eröffnete die Odawara Denki Tetsudō die Hakone Tozan Cable Car; diese Standseilbahn schließt im Bahnhof Gōra an die Bergbahn an und führt zu höher gelegenen Teilen von Hakone. Beim Großen Kantō-Erdbeben am 1. September 1923 erlitten alle drei Bahnen schwere Schäden und waren danach längere Zeit außer Betrieb. Beim Wiederaufbau spurte man die Straßenbahn auf Normalspur (1435 mm) um, ihre Spurweite war damit gleich wie bei der Bergbahn.
Am 20. Januar 1928 fusionierte die Odawara Denki Tetsudō mit der Elektrizitätsgesellschaft Nippon Denryoku. Bereits am 13. August 1928 übertrug diese sämtliche Geschäftsbereiche außer der Stromproduktion an die Bahngesellschaft, die sich am selben Tag verselbständigte und nun unter dem Namen Hakone Tozan Tetsudō auftrat. Um den Weg zur Talstation abzukürzen, verlängerte sie am 1. Oktober 1935 die Hakone-Tozan-Linie von Hakone-Yumoto zum Bahnhof Odawara. Gleichzeitig beschränkte sie die Straßenbahn auf den städtischen Bereich. Aufgrund von Rationalisierungsmaßnahmen mussten Straßen- und Standseilbahn gegen Ende des Zweiten Weltkriegs ihren Betrieb vorübergehend einstellen.
Die Eigenständigkeit der Hakone Tozan Tetsudō endete am 1. Juni 1948, als sie von der Bahngesellschaft Odakyū Dentetsu, der Muttergesellschaft der heutigen Odakyu Group, übernommen wurde. Die neue Besitzerin wollte direkte Züge von Tokio-Shinjuku bis nach Hakone-Yumoto führen. Zu diesem Zweck baute sie auf dem flacheren unteren Teilstück der Bergbahn zwischen Odawara und Hakone-Yumoto ein Dreischienengleis ein, auf dem ab 1. August 1950 auch Odakyū-Züge verkehrten. Andererseits musste der verbliebene Rest der Straßenbahn am 31. Mai 1956 dem Ausbau der Nationalstraße 1 weichen. In den 1950er und frühen 1960er Jahren tobte ein erbitterter Konkurrenzkampf mit der Izuhakone Tetsudō um die weitere touristische Erschließung der Region Hakone, begleitet von zahlreichen juristischen Verfahren. Im Zuge dieser Auseinandersetzung bot die Hakone Tozan Tetsudō ab 1950 Ausflugsschiffe auf dem Ashi-See an, neun Jahre später eröffnete sie die Hakone-Seilbahn.

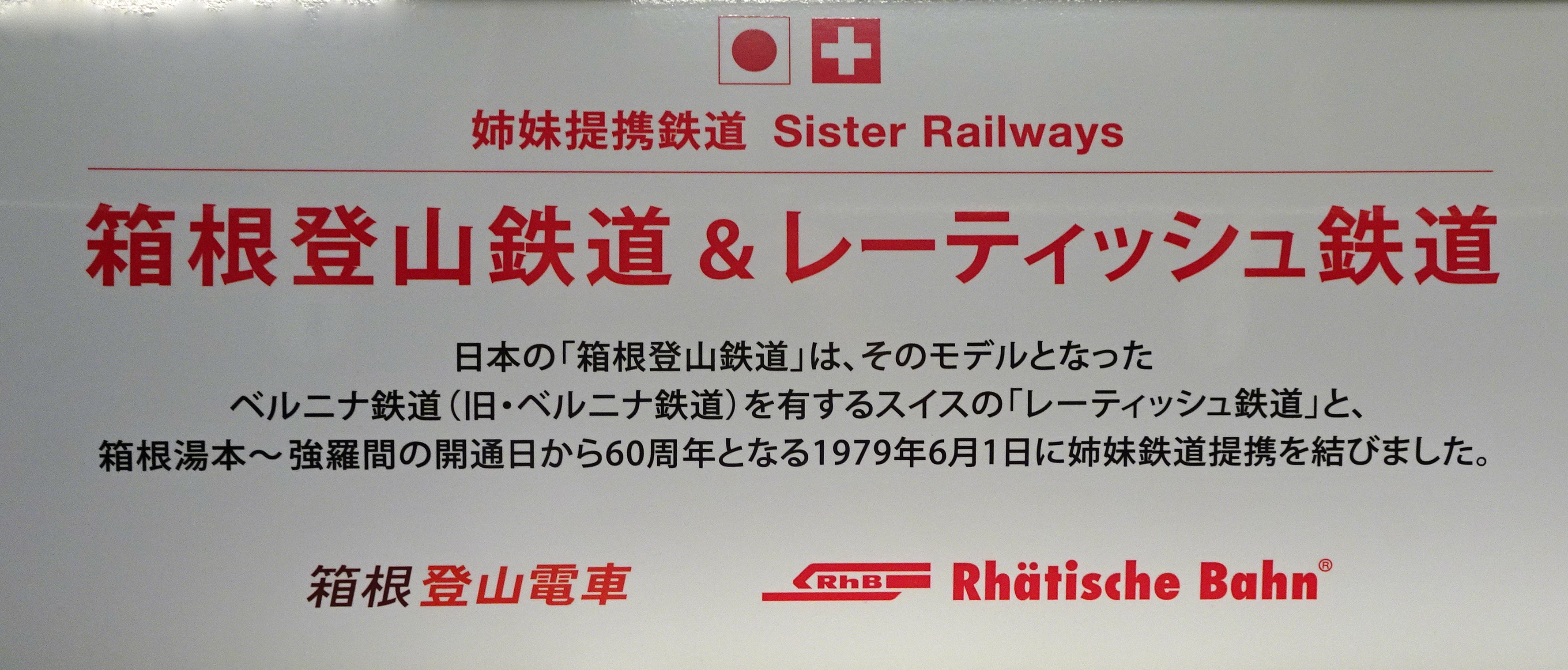
Sister Railways

Seit 1979 unterhält die Hakone Tozan Tetsudō eine partnerschaftliche Beziehung mit der Rhätischen Bahn in der Schweiz (die Berninabahn diente einst als Vorbild für den Bau der Hakone-Tozan-Linie). Neben dem Austausch bahntechnischer Erfahrungen wird insbesondere die touristische und kulturelle Zusammenarbeit gepflegt.
Als Folge der lang anhaltenden Wirtschaftskrise nach dem Platzen der „Bubble Economy“ begannen die Fahrgastzahlen in den 1990er Jahren zu sinken, weshalb die Odakyu Group eine tiefgreifende Reorganisation vornahm. Sie gliederte am 1. Oktober 2002 den seit 1913 bestehenden Autobusbetrieb an das neue Unternehmen Hakone Tozan Bus aus. Weitere Geschäftsfelder wurden am 1. Oktober 2004 an mehrere andere Unternehmen der neu geschaffenen Odakyu Hakone Holdings übertragen. Seither ist die Hakone Tozan Tetsudō nicht mehr die Muttergesellschaft, sondern eine Tochtergesellschaft in vollständigem Besitz der Holding, die ihrerseits der Odakyu Group untergeordnet ist.